# Marianne Koch

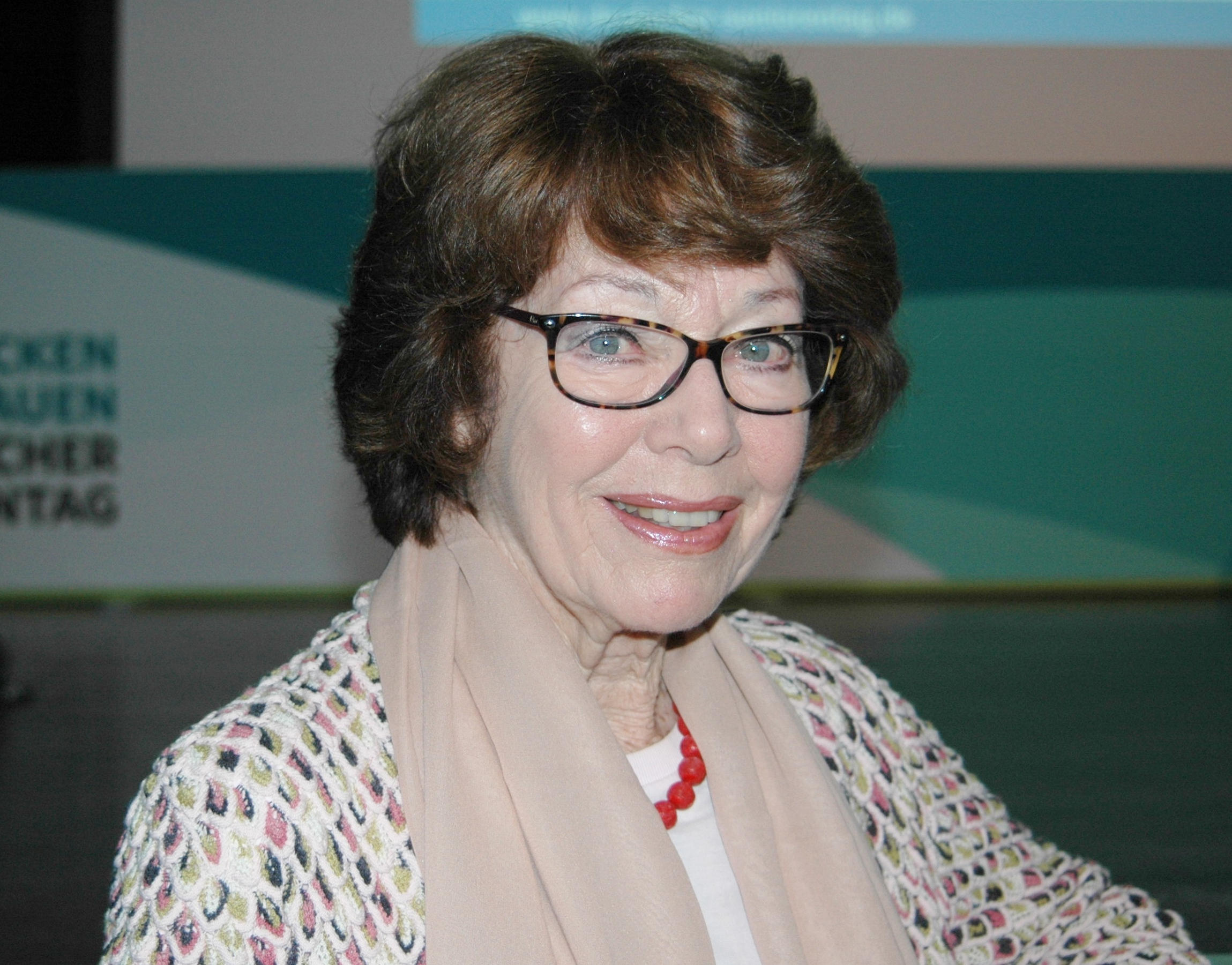
Marianne Koch em 2018

Marianne Koch (alemão: [ma.ˈʁi̯a.nə kɔx] (escutarⓘ); Munique, 19 de dezembro de 1931) é uma ex-atriz alemã das décadas de 1950 e 1960, mais conhecida por suas participações em filmes spaghetti western e de aventura dos anos 1960. Posteriormente, ela trabalhou como apresentadora de televisão e médica.

## Carreira
Entre 1950 e 1971, Koch apareceu em mais de 65 filmes, entre eles várias produções internacionais. No thriller de espionagem Night People (1954) ela atuou ao lado de Gregory Peck. A produção de Sergio Leone, Por um Punhado de Dólares, de 1964, apresentou-a com Clint Eastwood como uma civil atormentada por implacáveis gângsteres locais, dividida entre seu marido, filho e os vilões. Na Alemanha, Koch era mais conhecida por participar de muitos anos no popular game show televisivo Was bin ich?, adaptação alemã do programa americano What's My Line, exibido da década de 1950 até 1988 e com avaliações de 75% durante o seu auge.
Em 1971, ela retomou os estudos de medicina que havia abandonado no início da década de 1950 para dedicar-se à carreira de atriz. Ela recebeu seu diploma em 1974 e exerceu a medicina até 1997 como especialista em Munique. Também em 1974, ela foi uma das primeiras apresentadoras do talk show alemão 3 nach 9, pelo qual recebeu o Grimme-Preis, uma das mais importantes premiações da indústria televisiva alemã. Koch também apresentou outros programas de televisão e, em 2014, apresentava um programa de conselhos médicos na rádio.

## Vida pessoal
Koch é filha de Marie Aumüller e Rudolf Schindler. Em 1953, ela casou-se com o médico Gerhard Freund, com quem teve dois filhos. O casamento terminou após Freund começar um caso extraconjugal com a Miss Mundo 1956 Petra Schürmann, com quem casou-se depois.

## Filmografia
- Der Mann, der zweimal leben wollte (1950) - Katja Hesse
- Czardas der Herzen (1951) - Reporterin
- Dr. Holl (1951) - Anna
- Geheimnis einer Ehe (1951) - Musi Camphausen
- Mein Freund, der Dieb (1951) - Resl
- Der keusche Lebemann (1952) - Gerty Seibold
- Wetterleuchten am Dachstein (1953) - Christl, die junge Magd
- Skandal im Mädchenpensionat (1953) - Marina von Leithen
- Der Klosterjäger (1953) - Gittli
- Der Wildschütz (1953) - Ursula
- Liebe und Trompetenblasen (1954) - Bettina von Brixen
- Night People (1954) - Kathy Gerhardt
- Schloß Hubertus (1954) - Geislein
- Bruder Martin (1954) - Rosl
- Ludwig II: Glanz und Ende eines Königs (1955) - Prinzessin Sophie
- Des Teufels General (1955) - Dorothea 'Diddo' Geiss
- Der Schmied von St. Bartholomae (1955)
- Königswalzer (1955) - Therese
- Solange du lebst (1955) - Teresa
- Zwei blaue Augen (1955) - Christiane Neubert
- Die Ehe des Dr. med. Danwitz (1956) - Edith Danwitz - Mannequin
- Wenn wir alle Engel wären (1956) - Elisabeth Kempenich
- Four Girls in Town (1957) - Ina Schiller
- Salzburger Geschichten (1957) - Konstanze
- Der Stern von Afrika (1957) - Brigitte
- Vater sein dagegen sehr (1957) - Margot Ventura geb. Sonnemann
- Interlude (1957) - Reni Fischer
- Der Fuchs von Paris (1957) - Yvonne
- Gli italiani sono matti (1958) - Cristina
- … und nichts als die Wahrheit (1958) - Mingo Fabian
- Die Landärztin (1958) - Dr. Petra Jensen
- Frau im besten Mannesalter (1959) - Carola Hauff
- Die Frau am dunklen Fenster (1960) - Luise Konradin
- Heldinnen (1960) - Minna von Barnhelm
- Mit Himbeergeist geht alles besser (1960) - Hilde von Hessenlohe
- Pleins feux sur l'assassin (1961) - Edwige
- Unter Ausschluß der Öffentlichkeit (1961) - Ingrid Hansen
- Napoléon II l'Aiglon (1961) - Kaiserin Marie Louise
- Die Fledermaus (1962) - Rosalinde
- Heißer Hafen Hongkong (1962) - Joan Kent
- Liebling, ich muß dich erschießen (1962) - Jeannine Messmer
- Im Namen des Teufels (1962) - Nora Gulden
- Tim Frazer (1963, TV miniseries) - Helen Baker
- Der schwarze Panther von Ratana (1963) - Dr. Marina Keller
- Death Drums Along the River (1963) - Dr. Inge Jung
- Der Letzte Ritt nach Santa Cruz (1964) - Elizabeth Kelly
- Das Ungeheuer von London-City (1964) - Ann Morlay
- Por um Punhado de Dólares (1964) - Marisol
- Frozen Alive (1964) - Dr. Helen Wieland
- Trunk to Cairo (1965) - Helga Schlieben
- Coast of Skeletons (1965) - Helga
- Die Hölle von Manitoba (1965) - Jade Grande
- Jessy Does Not Forgive... He Kills! (1965) - Anna-Lisa
- Wer kennt Johnny R.? (1966) - Bea Bordet
- Clint el solitario (1967) - Julie Harrison
- Der Tod läuft hinterher (1967, TV miniseries) - Mary Hotkins
- Sandy the Seal (1968) - Karen Van Heerden (shot in 1965)
- Contronatura (1969) - Mrs. Vivian Taylor
- Die Journalistin (1970-1971, TV series, 13 episodes) - Renate Albrecht
- Reserl am Hofe (1984) - Narrator